# غوستافو سوتيلو
غوستافو سوتيلو (بالإسبانية: Gustavo Sotelo)‏ هو لاعب كرة قدم ومدرب كرة قدم باراغواياني في مركز الوسط، ولد في 16 مارس 1968 في أسونسيون في باراغواي. شارك مع منتخب باراغواي لكرة القدم. أما مع النوادي، فقد لعب مع أوليمبيا أسونسيون وديبورتيفو كالي وسبورتيفو لوكوينو وسيرو بورتينيو ونادي برشلونة ونادي كروزيرو.

## وصلات خارجية
- غوستافو سوتيلو على موقع قاعدة بيانات كرة القدم.إي يو (الإنجليزية)
- غوستافو سوتيلو على موقع ناشيونال فوتبول تيمز (الإنجليزية)
- غوستافو سوتيلو على موقع عالم كرة القدم.نت (الإنجليزية)